# たのしい歴史旅行
『たのしい歴史旅行』（たのしいれきしりょこう）は、1972年4月4日から同年9月26日まで日本テレビ系列局で放送されていた日本テレビ製作のドキュメンタリー番組である。放送時間は毎週火曜 19:00 - 19:30 （日本標準時）。
当時日本テレビ系列局の無かった石川県では、北陸放送（TBS系列）にて、1972年4月9日から10月1日まで日曜 18:00 - 18:30にて放送されていた。

## 概要
歴史に名を刻んだ遺跡を訪問する「空間旅行」と、人類がそこでどんな事件に遭遇して何をしたのかを調査する「時間旅行」の2つの要素から成り立っていた番組。番組は有川博によるナレーションで進行していた。